# Bloei (botanie)

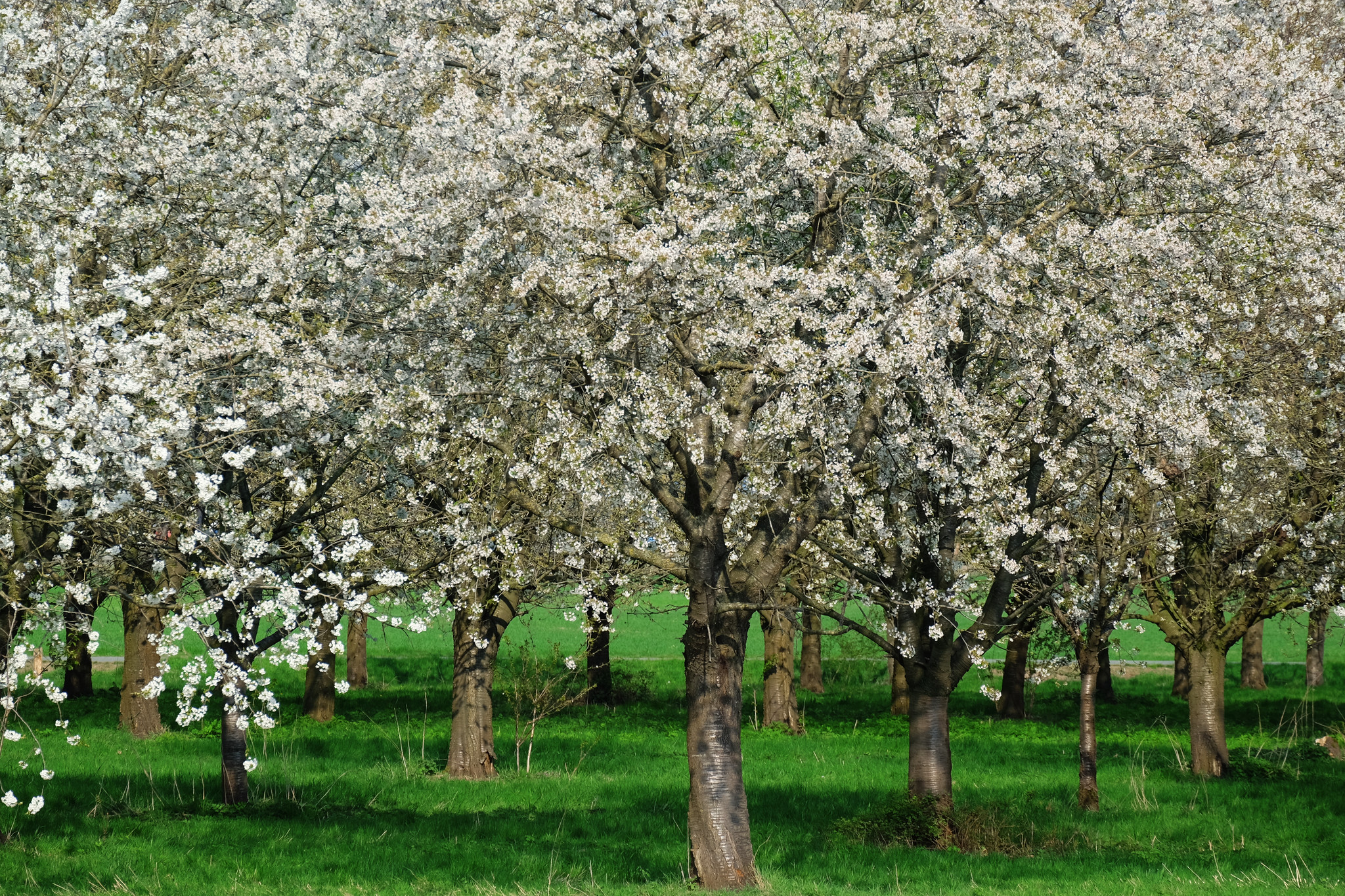
Zoete kers (Prunus avium) in bloei.

In de botanie wordt met de bloei of bloemdracht de toestand bedoeld waarin de bloeiwijze van een vaatplant actieve bloemen draagt. De bloei is de fenologische fase bij vaatplanten waarin de bestuiving plaatsvindt. Wanneer er tijdens de bloei bestuiving heeft plaatsgevonden, wordt de bloei opgevolgd door de fructificatie.